# Comuna Międzyrzec Podlaski
Międzyrzec Podlaski este o comună (în poloneză: gmina) rurală în powiat Biała Podlaska, voievodatul Lublin, Polonia.
Comuna acoperă o suprafață de 261,58 km² și are, potrivit datelor din anul 2006, o populație de 10.313.